# カマーバンド

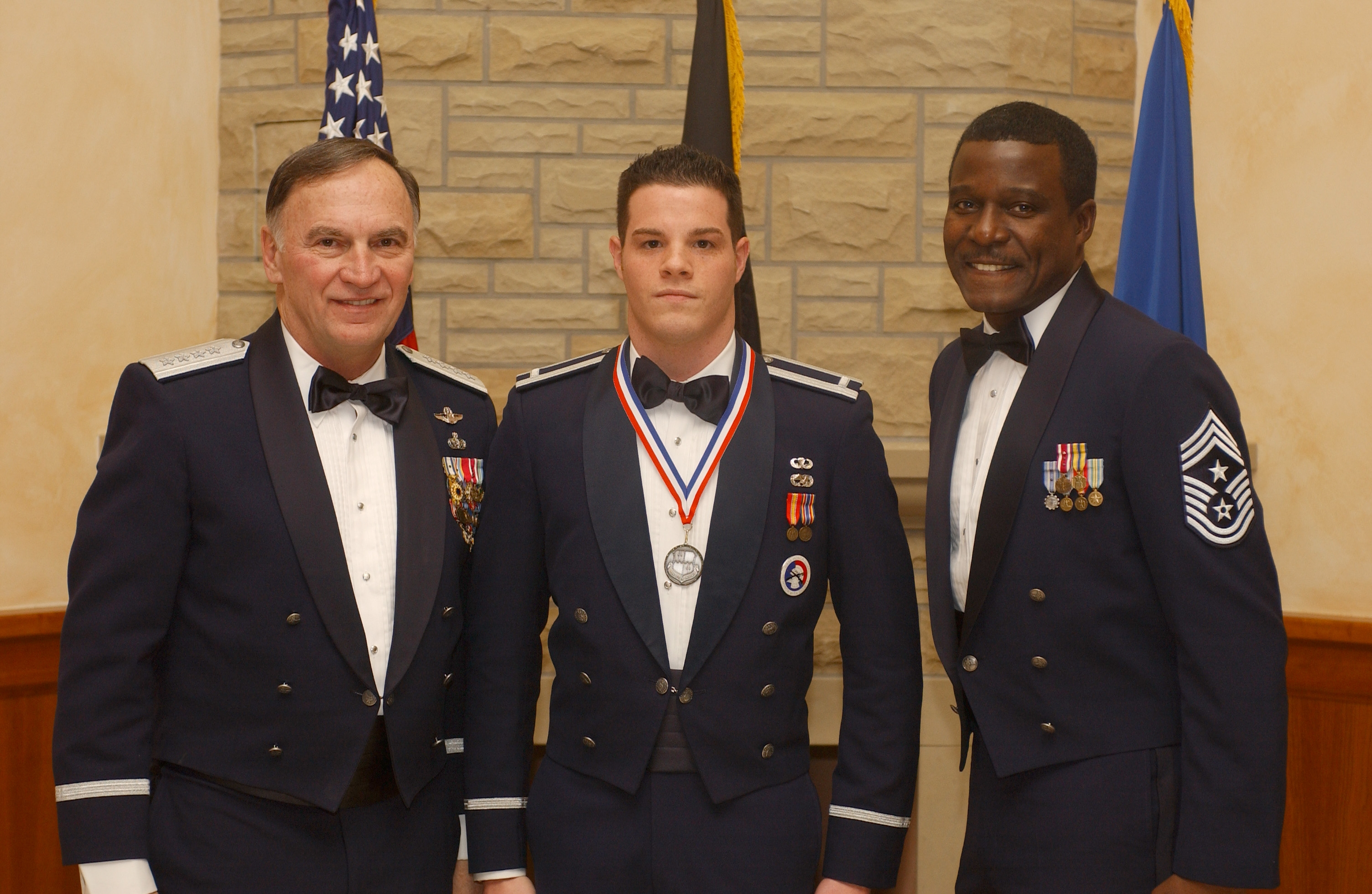
メスジャケットの下にカマーバンドを着用した、礼装の米空軍の将校と上級下士官。

カマーバンド（英語: Cummerbund）はブラックタイ（夜間の準礼装）着用の際、腹部に巻く飾り帯である。

## 起源

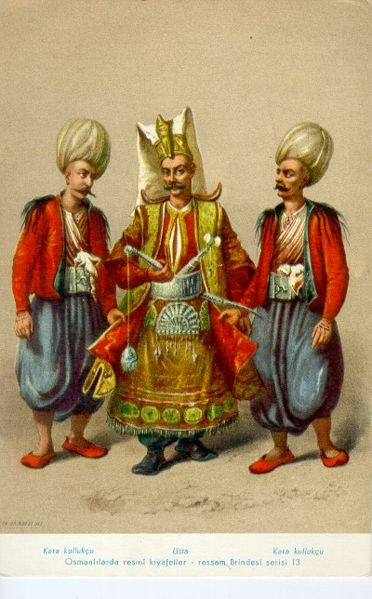
サッシュを腹に巻いたイェニチェリ

その起源はトルコの服装に用いられていた腹部に巻く飾り帯（サッシュ）で、15世紀頃からヨーロッパの軍隊で装飾や身分を表すため、或は敵味方識別のために用いられるようになった。その頃のサッシュは上着の上から襷掛け或は腰に巻いて着用されていた。
20世紀に入ってブラックタイが夜間の準礼装とされるようになった際に、正装時のウェストコートを簡略化したものとしてその構成に取り入れられた。

イェニチェリの後姿
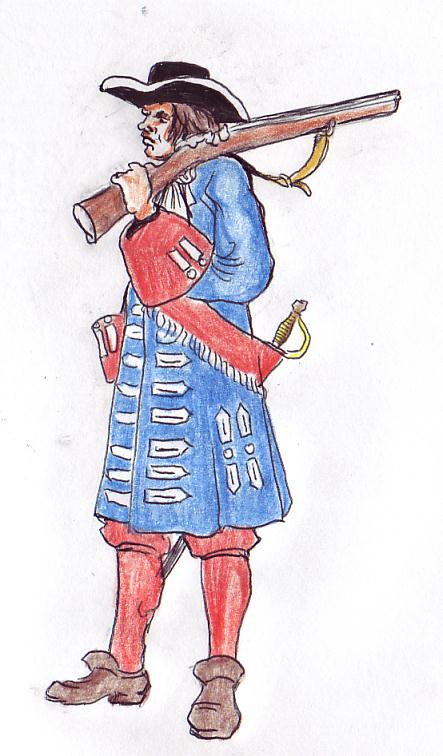
肩からサッシュを懸けた17世紀のフランス兵
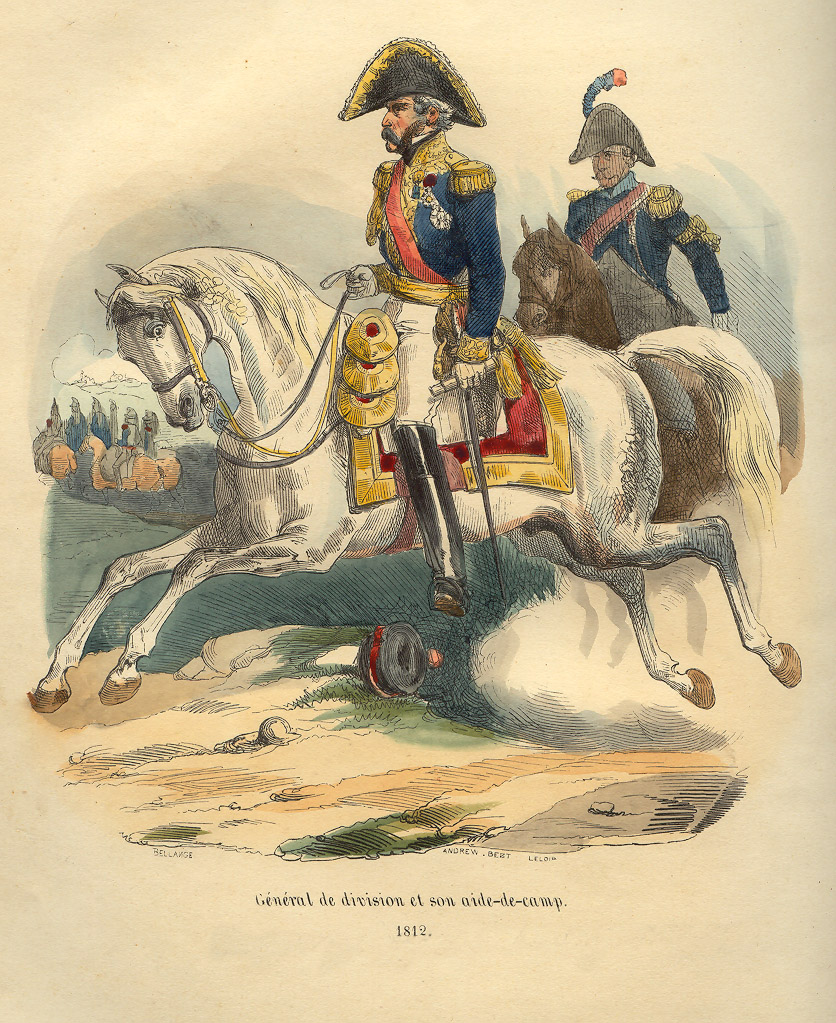
ナポレオン軍の将官
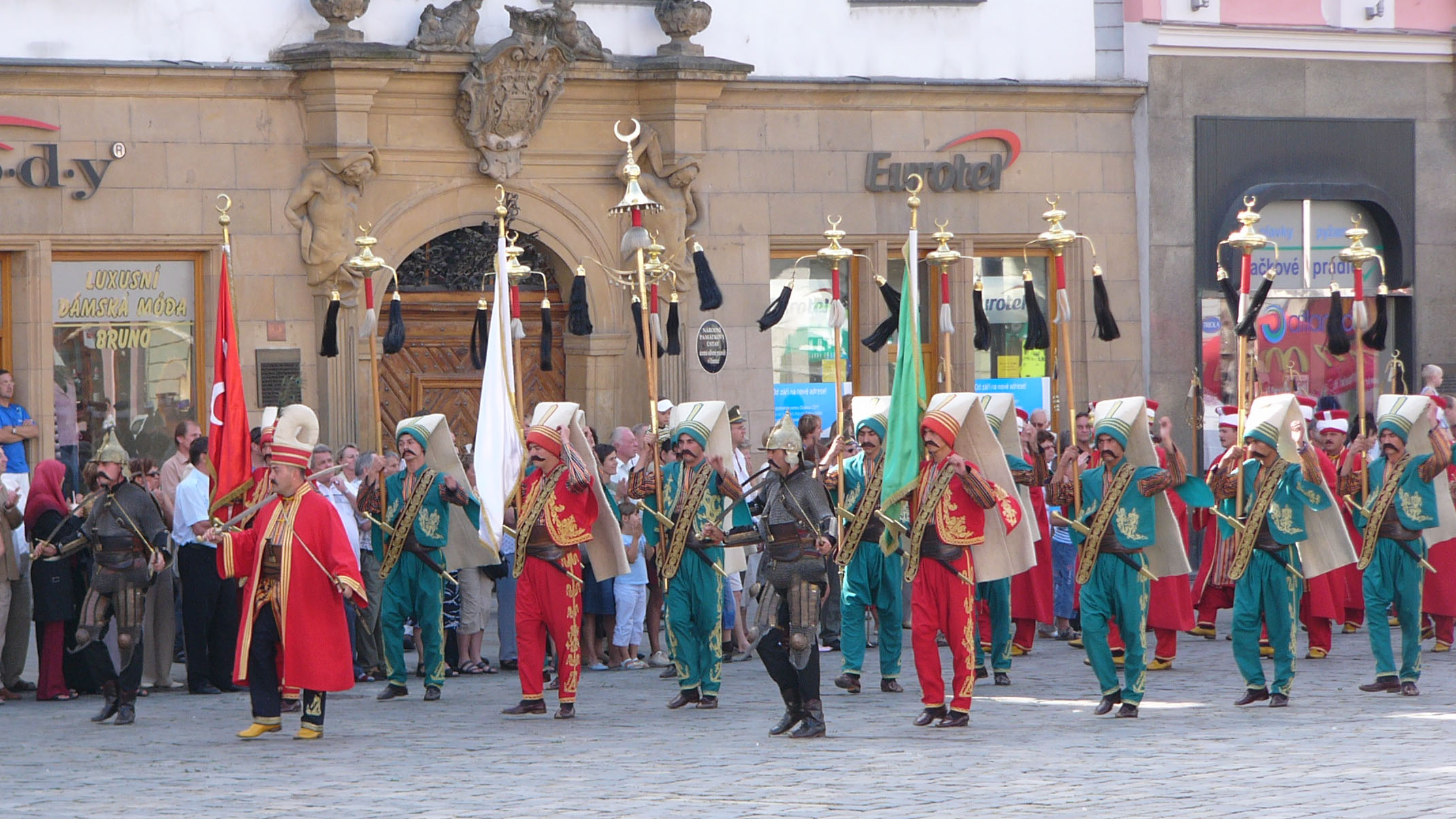
現代のメフテル

## 語源
「カマーバンド（cummerbund）」という言葉は、1616年にインドから英語の語彙に取り入れられて英語辞書にも掲載されるようになった。まずペルシア語の「カマルバンド（کمربند ）」が、インドの公用語のヒンディー語やウルドゥー語などを含むヒンドゥスターニー語に「カマルバンド（कमरबंद; کمربند)」として取り入れられた。つぎに、そのヒンドゥスターニー語のローマ字表記「カマルバンド（kamarband）」が英語化されて「カマーバンド（cummerbund）」となる。
これは、「腰＝ウエスト（waist）」を意味する「カマル（kamar）」と、「ひも、帯」などを意味する「バンド（band）」の組み合わせである。「腰帯＝ウエストバンド（waist-band）」は、上記の「起源」の項目にもあるサッシュのことで、インド人男性が多くの場合に身に着ける腰回りの飾り布のことを表した言葉だった。

## 着用

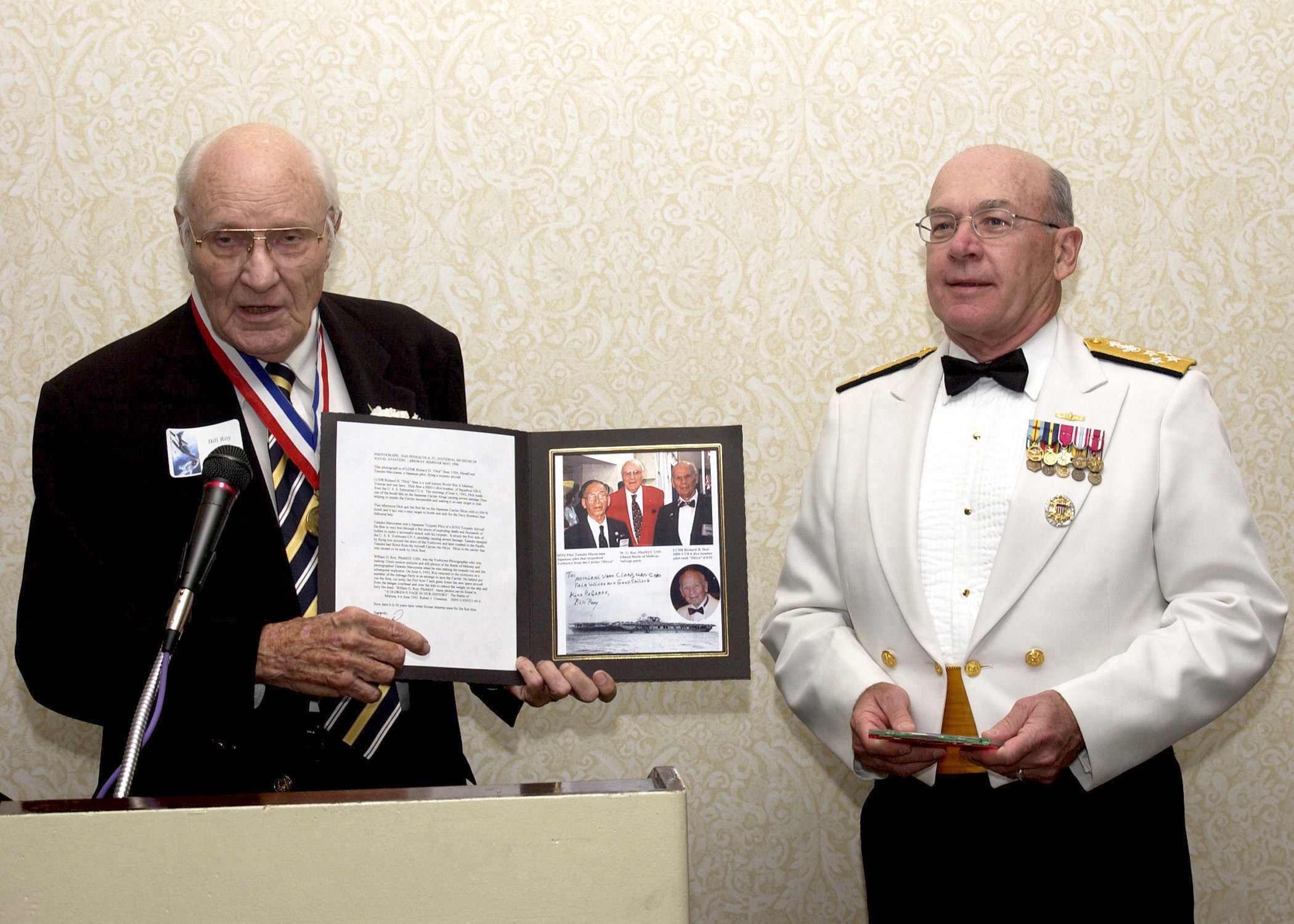
アメリカ海軍の金色のカマーバンド

ドレスコードがブラックタイとされる場合に上着（タキシードやメスジャケット）の下に着用する。正式な物は黒とされるが、軍服では赤（例：アメリカ海兵隊）やオレンジ（例：陸上自衛隊）等の色も見られる。また、最近の軍服では、ドレスコードがホワイトタイ（燕尾服）の場合はウェストコート、ブラックタイ（タキシード）の場合はカマーバンドを同じメスジャケットの下に着用するよう規定されている場合もある（ウェストコート#用いられる衣服参照）。指揮者や演奏者の服装も軍服のように燕尾服の下にカマーバンドを着用しているところもある。
蝶ネクタイとセットになって販売しているところもあり、同じ色や柄で着用することが多い。
元々はチケットを入れておくためのポケットのような役割を果たしていたため襞を上に向けて（襞に手が入るように）着用する。

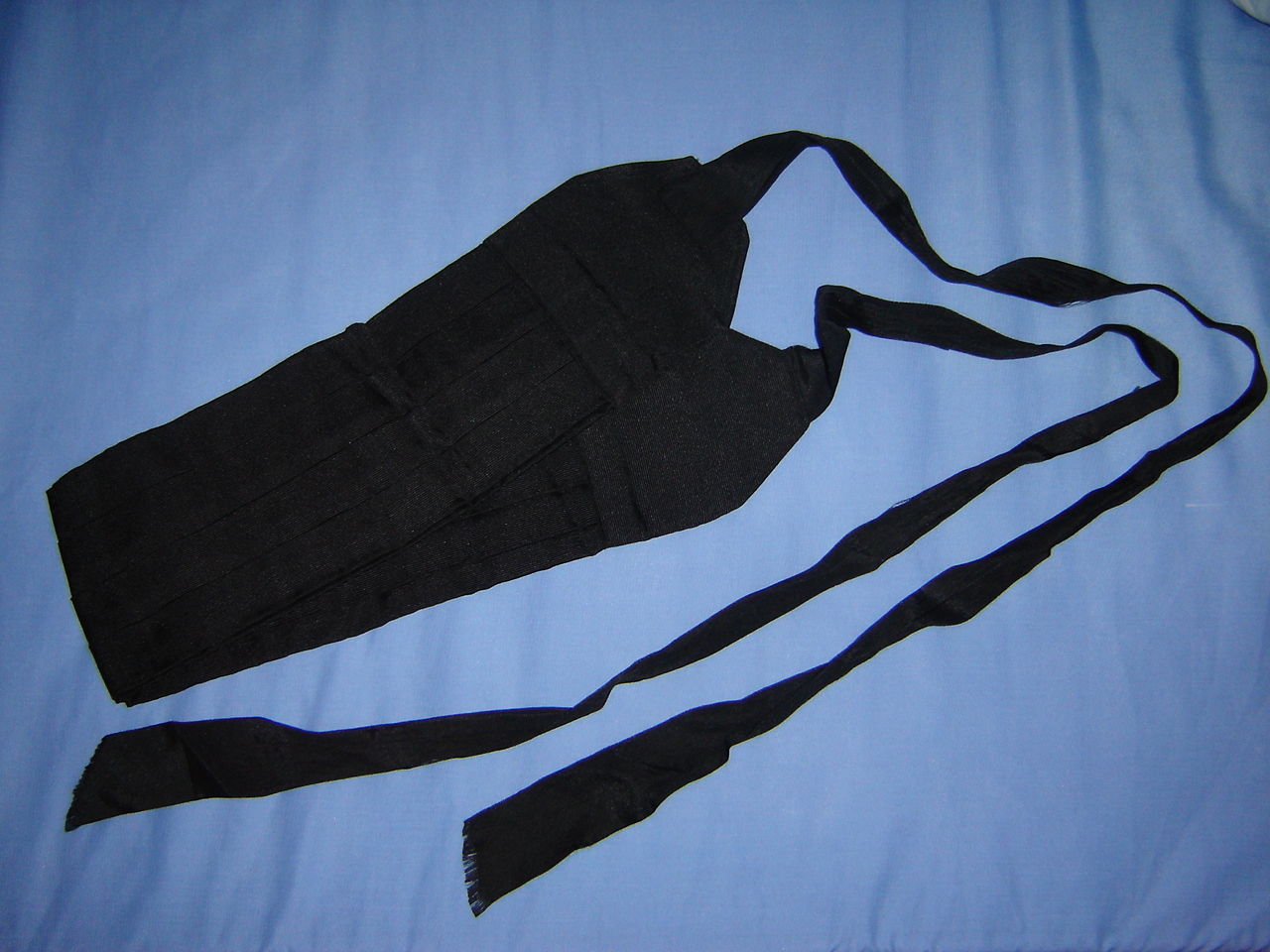
黒のカマーバンド
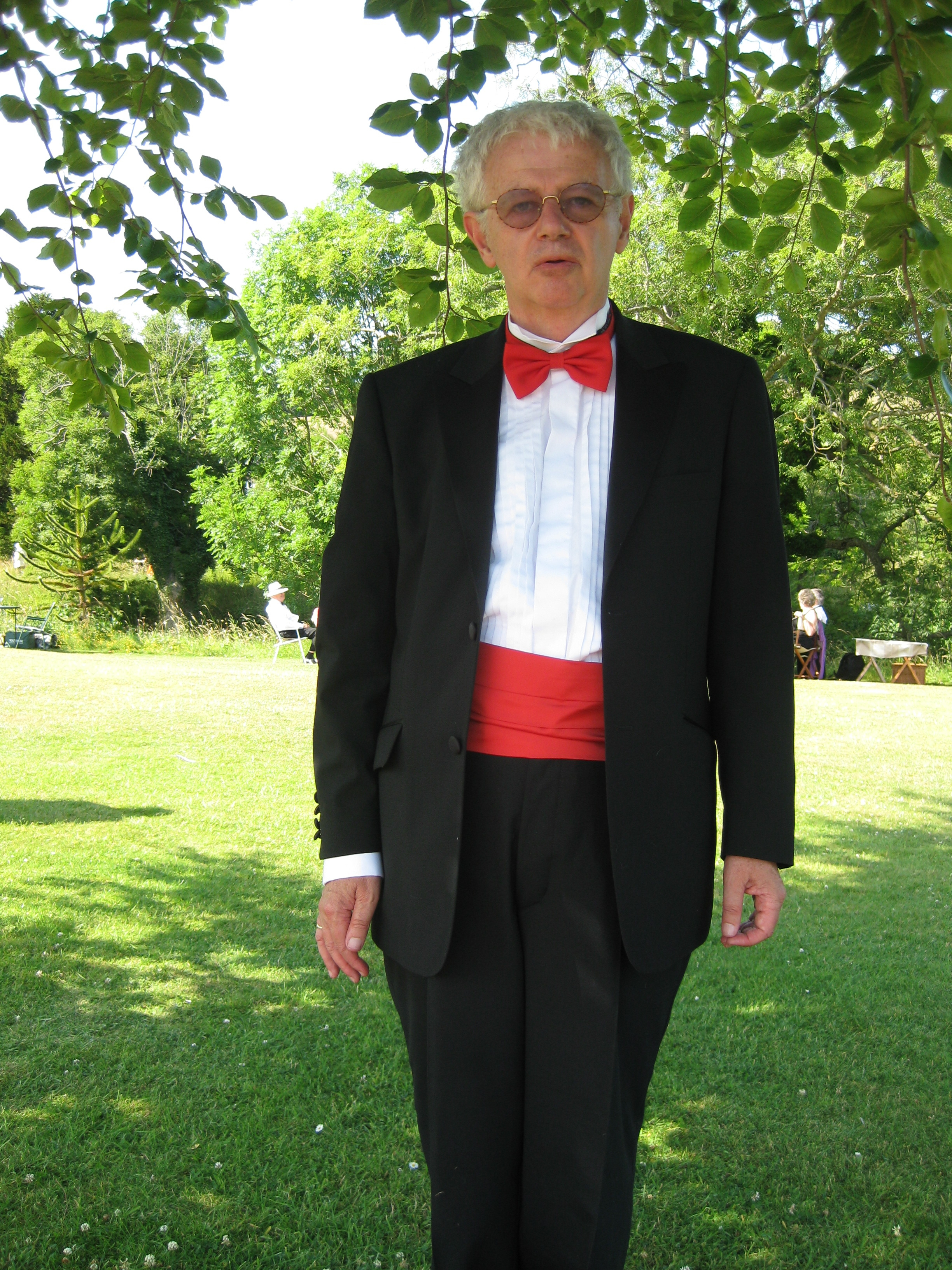
赤いカマーバンド
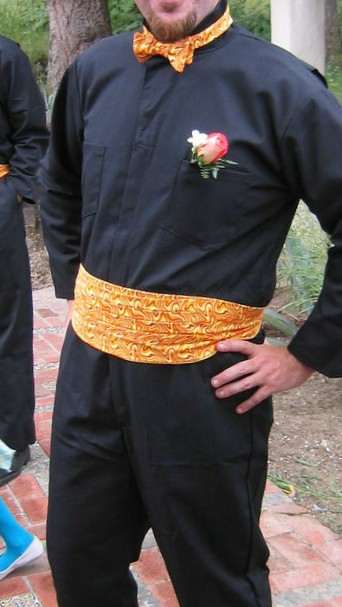
柄物のカマーバンドを着用する男性